# Dendroligotrichum
Dendroligotrichum là một chi rêu trong họ Polytrichaceae.